# Carrer Major (Sant Llorenç de Morunys)
El Carrer Major de Sant Llorenç de Morunys és un conjunt monumental que forma part de l'Inventari del Patrimoni Arquitectònic Català de Sant Llorenç de Morunys (Solsonès).

## Descripció
Les primeres edificacions urbanes de Sant Llorenç responien a un esquema molt clàssic d'habitatge medieval urbà, concretament del segle XV: les cases consten de dues plantes, la inferior utilitzada primerament per al bestiar i per l'obrador, convertit més tard en botiga (recordem la gran tradició en la confecció de draps de llana, anomenats a Sant Llorenç, piteus); el superior per habitacions i el sotateulada o perxe (nom amb el qual es coneix popularment les golfes a la vila de Sant Llorenç) per magatzems de productes agrícoles i sobretot com a estenedor de les madeixes de llana per a confeccionar els draps piteus. Els carrers eren tradicionalment empedrats i tenen encara un bon desnivell (alguns un 10%) que afavoreix l'escorriment de les aigües. Al segle xv el carrer, l'espai obert per excel·lència, portava el nom dels veïns més significatius o il·lustres.

### Notícies històriques
El primer nucli urbà de Sant Llorenç formà (amb forces modificacions) l'actual Carrer Major i les cases que envolten la Casa de la Vila, així com un grup de cases al voltant del cos monacal. Antigament el Carrer Major corresponia a la Plaça, tota emporxada, des del pati de l'Església de St. Llorenç fins a la Casa de la Vila. Era més gran que avui i les cases tenien el pis superior volat sobre els porxos. Comunicava el Portal de la Canal amb el Portalet del Puig.